# ドロレス・ケイヒル
ドロレス・ジョセフィン・ケイヒル（ノルウェー語: Dolores Josephine Cahill）は、アイルランドの元教授。　
免疫学の博士を取得し、1996年から2003年までドイツのマックス・プランク研究所に勤務していた。2005年にはダブリン大学に勤務し、教授を務めた。素晴らしい功績もある。
新型コロナウイルス感染症に関する発信などについて、賛否両論がある。
https://www.biotechpharmasummit.com/index.php/companion-diagnostics-biomarkers-2019-speakers/dolores-cahill/